# Kerkuane
Kerkuane of Kerkouane is een oude stad van de Puniërs in het huidige Tunesië, niet ver van Kaap Bon. De stad is waarschijnlijk tijdens de Eerste Punische Oorlog in circa 250 v.Chr. door de Romeinen verwoest. De stad heeft zo'n 400 jaar bestaan.
De Puniërs waren een zeevarend volk dat afstamde van de Feniciërs. De Feniciërs hebben de stad ook gesticht. Kerkouane was een van de belangrijkste Punische steden samen met Carthago, Hadrumetum (moderne Sousse) en Utica.
Tegenwoordig is Kerkouane een werelderfgoed en zijn de ruïnes te bezichtigen.